# 安元杜預蔵
安元 杜預蔵 (やすもと とよぞう、文政11年（1828年） - 安政元年（1854年））は、幕末の儒者で、大和郡山藩士。諱は遜。字は伯言。号は猶竜。
弟は維新政府の貢士、五條県・郡山県大参事を務めた安元司直。甥は郡山藩銃隊奉行、維新後奈良県官房主事、保安課長を務め、明治31年(1898)2月の奈良市制施行にあたって奈良市長事務取扱となった安元彦助。

## 経歴
森田節斎の門人で槍術にすぐれ、性格豪放、憂国の志が強かった。嘉永6年（1853年）5月、吉田松陰が郡山に立ち寄った時、一夜時局を論じて意気投合したことを松陰は兄への手紙に書き残しており、久坂玄瑞はその遺稿集で「天下三奇士」の一人と称えている。
同年6月、米軍艦ペリーが浦賀に来航した時、沿海防備の幕府の命を受けた藩は、杜預蔵を隊長として出動させようとしたが、たまたま瘍を患っていたので、医師は化膿するのを待って手術すると言ったが、杜預蔵は「我が国の大事、目前に迫る。徒に日を過ごせない」と自ら刀をとって患部を切開したという。その性格の一端が知れる。その後、江戸で任に就く。
安政元年(1854)7月、病のため27歳で亡くなったが、節斉からその死を聞いた松陰は「惜しい有為の人を」と嘆き悲しんだといわれている。永慶寺に葬られる。